# Frans curlingteam (gemengddubbel)
Het Franse curlingteam vertegenwoordigt Frankrijk in internationale curlingwedstrijden.

## Geschiedenis
Frankrijk debuteerde op het wereldkampioenschap curling voor gemengddubbele landenteams van 2008 in het Finse Vierumäki. De Fransen plaatsten zich niet voor de play-offs. Op het wereldkampioenschap van 2011 werd de derde plaats behaald. De strijd om het brons werd gewonnen van Zweden met 8-6.

Voor het wk van 2021 werden slechts 20 landen uitgenodigd. Op het 2019 World Mixed Doubles Qualification Event haalden Sandrine Morand en Romain Borini met 5 van de 6 gewonnen partijen een halvefinale. Deze werd echter verloren van China en Frankrijk miste zodoende de kwalificatie voor het het daaropvolgende wereldkampioenschap. In 2024 was Frankrijk wel weer van de partij op het WK.
Frankrijk nam nog niet deel aan het gemengddubbel op de Olympische Winterspelen.

## Frankrijk op het wereldkampioenschap
| Jaar | Plaats        | Team                                 | WG            | W             | V             | PV            | PT            |
| ---- | ------------- | ------------------------------------ | ------------- | ------------- | ------------- | ------------- | ------------- |
| 2008 | 12            | Lionel Roux & Helene Grieshaber      | 7             | 4             | 3             | 47            | 46            |
| 2009 | 15            | Wilfrid Coulot & Solène Coulot       | 8             | 4             | 4             | 60            | 58            |
| 2010 | Geen deelname | Geen deelname                        | Geen deelname | Geen deelname | Geen deelname | Geen deelname | Geen deelname |
| 2011 | 3             | Amaury Pernette & Pauline Jeanneret  | 10            | 8             | 2             | 70            | 59            |
| 2012 | 23            | Tony Angiboust & Delphine Charlet    | 8             | 2             | 6             | 46            | 62            |
| 2013 | 20            | Romain Borini & Pauline Jeanneret    | 8             | 3             | 5             | 40            | 56            |
| 2014 | 13            | Tony Angiboust & Delphine Charlet    | 7             | 4             | 3             | 53            | 35            |
| 2015 | 21            | Thierry Mercier & Catherine Emberger | 9             | 3             | 6             | 43            | 72            |
| 2016 | 22            | Romain Borini & Sandrine Morand      | 6             | 3             | 3             | 34            | 43            |
| 2017 | 28            | Romain Borini & Sandrine Morand      | 7             | 2             | 5             | 37            | 59            |
| 2018 | 19            | Romain Borini & Sandrine Morand      | 7             | 3             | 4             | 39            | 41            |
| 2019 | 35            | David Baumgartner & Manon Humbert    | 7             | 2             | 5             | 41            | 49            |
| 2021 | Geen deelname | Geen deelname                        | Geen deelname | Geen deelname | Geen deelname | Geen deelname | Geen deelname |
| 2022 | Geen deelname | Geen deelname                        | Geen deelname | Geen deelname | Geen deelname | Geen deelname | Geen deelname |
| 2023 | Geen deelname | Geen deelname                        | Geen deelname | Geen deelname | Geen deelname | Geen deelname | Geen deelname |
| 2024 | 18            | Wilfrid Coulot & Kseniya Shevchuk    | 10            | 2             | 8             | 53            | 82            |
| 2025 | Geen deelname | Geen deelname                        | Geen deelname | Geen deelname | Geen deelname | Geen deelname | Geen deelname |

Australië · België · Brazilië · Bulgarije · Canada · China · Chinees Taipei · Denemarken · Duitsland · Engeland · Estland · Filipijnen · Finland · Frankrijk · Griekenland · Groot-Brittannië · Guyana · Hongarije · Hongkong · Ierland · India · Israël · Italië · Jamaica · Japan · Kazachstan · Kirgizië · Koeweit · Kosovo · Kroatië · Letland · Litouwen · Luxemburg · Mexico · Mongolië · Nederland · Nieuw-Zeeland · Nigeria · Noorwegen · Oekraïne · Oostenrijk · Polen · Portugal · Puerto Rico · Qatar · Roemenië · Rusland · Saoedi-Arabië · Schotland · Servië · Slovenië · Slowakije · Spanje · Thailand · Tsjechië · Turkije · Verenigde Staten · Wales · Wit-Rusland · Zuid-Korea · Zweden · Zwitserland